# Complexidade log-linear
A Complexidade Log-Linear é representada por O (n {\displaystyle \log } n). Complexidade  algorítmica que ocorre tipicamente em algoritmos que resolvem um problema quebrando-o em problemas menores, resolvendo cada um deles independentemente e depois ajuntando as soluções.